# 竹村泰子
竹村 泰子（たけむら やすこ、1933年12月5日 - 2025年3月27日）は、日本の政治家。
衆議院議員（1期）、参議院議員（2期）を歴任。

## 概要
神戸市生まれ。聖和女子短大中退。フリーアナウンサーを経て結婚後、札幌市に転居後に市民運動家として平和・人権・環境・民族問題に取り組み、1983年第37回衆議院議員総選挙で、北海道知事に就任して間もない横路孝弘から地盤を預かる形で旧北海道1区で無所属・日本社会党・新自由クラブ北海道連推薦で出馬し衆院初当選。1986年の第38回衆議院議員総選挙では次点（旧北海道1区の地盤は伊東秀子が継承、小選挙区制導入後に横路が国政復帰）。
1989年第15回参議院議員通常選挙北海道選挙区で参院初当選（無所属・社会党・社会民主連合・サラリーマン新党推薦）、1992年社会党シャドーキャビネット法相、1994年社会党入党、1995年第17回参議院議員通常選挙では社会党現職として比例代表で再選。
1996年社民党を離党して旧民主党へ移籍。
1998年から2000年まで、民主党北海道の第2代代表を務めた。
2001年第19回参議院議員通常選挙で民主党現職として比例代表で落選し引退。2003年札幌市長選挙で上田文雄の後援会会長、2010年の第22回参議院議員通常選挙で徳永エリの連合後援会会長を務めた。
議員在任中はクリスチャン議員（プロテスタント系）が構成している国会祈祷会の中心メンバーの1人であった。また、死刑廃止を推進する議員連盟の3代目会長を務めた。
2025年3月27日、老衰のため札幌市内の病院で亡くなった。91歳没。

## 政策・主張
- 1999年、国旗及び国歌に関する法律案の参議院本会議における採決で反対票を投じた[4]。
- 2000年3月、桶川ストーカー殺人事件のテレビ報道と雑誌FOCUSを見て義憤に駆られた竹村が国会で質問をしたことがきっかけで大手メディアも動き、同年11月のストーカー行為等の規制等に関する法律に結実した。
- 教科書問題では、文部省が「中国侵略」を「進出」と教科書検定で書き換えさせたとして追及を行った[5]。
- 選択的夫婦別姓制度の導入に賛同する。「外国でもかつては日本と同じような夫婦同姓が原則である制度が多かったと思いますけれども、六五年あたりからヨーロッパを中心にして夫婦別姓選択の自由を認める改正が進んできており、現在では、日本のみとなっている。」と述べている[6]。なお、日本の民法がドイツ民法を手本にして強制的夫婦同姓を導入したのは明治31年からであり、そのドイツも現在では人権的な問題から選択的別姓に移行している[7]。
- 林業労働者の権利保護を訴える[8]。

## 札幌病院長自殺事件
1985年11月21日に開かれた第103回国会衆議院社会労働委員会において、精神科病院の病院長が女性患者5名に対して「強姦」等破廉恥行為を繰り返しているとして、所管行政庁の監督の十分性について質問した。これに病院長は翌日「死をもって抗議する」と遺書を残して自殺した。病院長の妻が「事実無根の国会での質問が原因で自殺した」として竹村に対し民法による損害賠償請求訴訟を、そして国に対し国家賠償請求訴訟を起こしたが、第一審、控訴審、上告審すべてで請求は棄却された。
第一審判決が出た時、竹村は「国会議員の免責特権は民主主義の根幹。その絶対性を認めた今回の判決は画期的で、非常に嬉しい」と述べている。